# Sarsameira longiremis
Sarsameira longiremis är en kräftdjursart som först beskrevs av T. Scott 1894.  Sarsameira longiremis ingår i släktet Sarsameira och familjen Ameiridae. Arten är reproducerande i Sverige. Inga underarter finns listade i Catalogue of Life.